# JCB Golf & Country Club

JCB Golf & Country Club är en privat golfklubb som ligger i Rocester i England i Storbritannien. Den ägs av maskintillverkaren JCB, som har sitt huvudkontor granne med golfklubben. JCB Golf & Country Club grundades 2018.
Golfklubben har en golfbana under namnet JCB Golf Course. Den har 18 hål och är totalt cirka 6 683 meter (7 308 yards) lång och där par är 72.
Den kommer stå som värd för Liv Golf United Kingdom den 26–28 juli 2024.